# Bostrycharis niveosquamosus
Bostrycharis niveosquamosus is een keversoort uit de familie boorkevers (Bostrichidae). De wetenschappelijke naam van de soort is voor het eerst geldig gepubliceerd in 1925 door Lesne.